# Uwierz w miłość
Uwierz w miłość (ang. How to Deal) – wyprodukowany w 2003 roku amerykański melodramat na podstawie powieści Sarah Dessen.
Film opowiada o licealistce Halley, która traci wiarę w prawdziwą miłość po tym jak obserwuje wiele nieudanych związków, które ją otaczają. Rodzice Halley rozwodzą się i mieszka samotnie z matką. Jej siostra, Ashley myśli tylko o nadchodzącym ślubie. Jej najlepsza przyjaciółka, Scarlett zakochała się w Michaelu o czym się dowiedziała przyłapując ich podczas stosunku. Jednak szczęście Scarlett nie trwa długo, bowiem Michael umiera przedwcześnie na zawał serca. Na domiar wszystkiego okazuje się, że Scarlett jest w ciąży. Mimo wszystko Halley odnajduje swoją miłość jaką jest Macon.

## Obsada
- Mandy Moore: Halley Martin
- Allison Janney: Lydia Martin
- Trent Ford: Macon
- Alexandra Holden: Scarlett
- Mary Catherine Garrison: Ashley Martin
- Darrin Brown: Steely Dan Fan
- Nina Foch: Babcia Halley
- MacKenzie Astin: Lewis Warsher
- Peter Gallagher: Len Martin
- Dylan Baker: Steve Beckwith
- Connie Ray: Marion Smith
- John White: Michael Sherwood
- Sonja Smits: Carol Warsher
- Philip Akin: Pan Bowden